# A solis ortus cardine

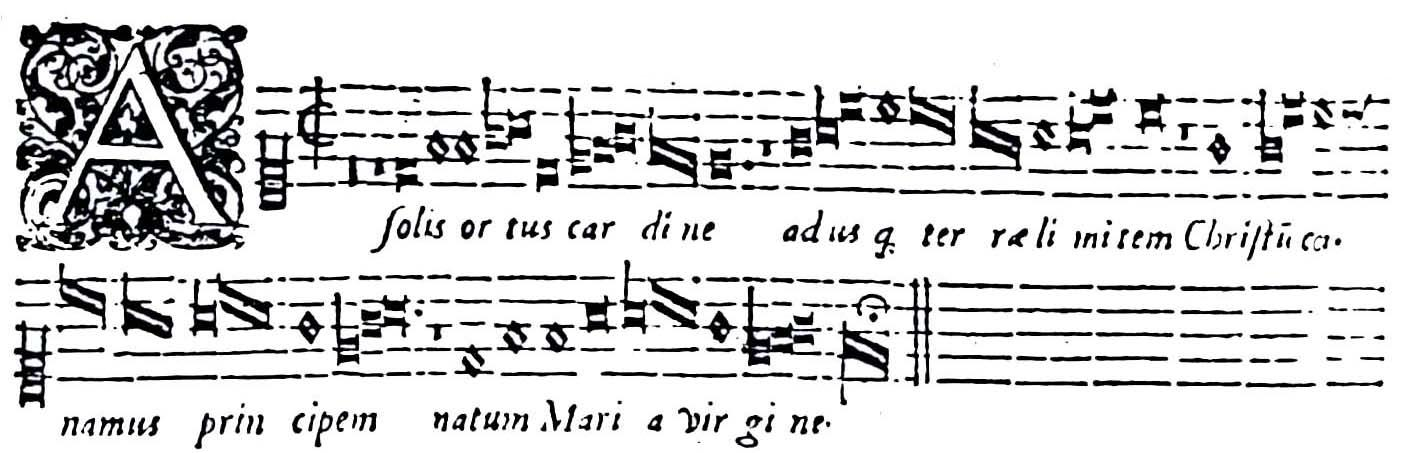
A solis ortus cardine, frühchristliche Melodie, Druck des 16. Jahrhunderts

A solis ortus cardine (Vom Tor des Sonnenaufgangs) ist ein lateinisches Gedicht von Caelius Sedulius († um 450). Es besingt in 23 vierzeiligen Strophen das Leben Jesu von der Geburt bis zur Auferstehung, wobei die Strophen der Reihe nach mit allen Buchstaben des spätantiken lateinischen Alphabets beginnen (Abecedarius). Diesem Gedicht entstammen zwei Hymnen der katholischen Liturgie und zwei Kirchenlieder Martin Luthers.
Die ersten sieben Strophen, ergänzt um eine Doxologie-Strophe anderer Herkunft, werden seit dem frühen Mittelalter als Hymnus zum Weihnachtsfest verwendet. Sie zeichnen in prägnanten Wendungen den Kontrast zwischen der Größe und Allmacht des ewigen Wortes Gottes (der zweiten Person der Trinität) und der bedürftigen Menschlichkeit des Kindes, in dem dieses Wort Fleisch wurde.
Auch die Strophen 8, 9, 11 und 13 des Gedichtes von Sedulius wurden mit der hinzugefügten Doxologie in die Liturgie übernommen als Hymnus zum Fest Erscheinung des Herrn Hostis Herodes impie. Diese Strophen handeln von Herodes und den Hl. Drei Königen, aber auch von der Taufe des Herrn und vom Weinwunder in Kana. 
Martin Luther schuf zum Weihnachtshymnus die Reimübertragung Christum wir sollen loben schon, die lange zu den evangelischen Hauptliedern der Weihnachtszeit gehörte, in den Stammteil des Evangelischen Gesangbuchs von 1993 jedoch nicht aufgenommen wurde. Auf diese Dichtung Luthers geht der Text der Kantate Christum wir sollen loben schon, BWV 121, von Johann Sebastian Bach zurück. 
Auch den Epiphaniehymnus übertrug Luther ins Deutsche: Was fürchtst du, Feind Herodes, sehr. Dieses Lied findet sich heute nur im Anhang einiger Regionalausgaben des Evangelischen Gesangbuchs (z. B. Ausgabe für die Nordelbische Evangelisch-Lutherische Kirche Nr. 547).
Im Stundengebet der katholischen Kirche sind das achtstrophige A solis ortus und das fünfstrophige Hostis Herodes im lateinischen Original enthalten. Das deutschsprachige Stundenbuch bietet außerdem die fünfstrophige Übertragung Vom hellen Tor der Sonnenbahn (Strophen 1, 2, 6 und 7 des Sedulius sowie die Doxologie). 
Die altüberlieferte Melodie wird wie der Text auf das 5. Jahrhundert datiert. Sie beginnt im dorischen Modus, endet jedoch phrygisch. Im Liber hymnarius (Solesmes, 1983) und im Liber usualis wird sie allerdings dem III. Ton zugeschrieben. 
Der dreimalige Aufschwung zum Spitzenton bildet sinnenfällig den hohen Bogen der Sonnenbahn und die erdkreisweite Perspektive ab. Die zahlreichen Melismen sind später vereinfacht worden. In der katholischen Liturgie ist heute eine fast syllabische Version in Gebrauch.

## Text und Übersetzungen
| Lateinischer Text                                                                                   | Wörtliche Übersetzung | Reimübertragung Luthers |
| A solis ortus cardine adusque terrae limitem Christum canamus principem natum Maria virgine.        | Vom Angelpunkt des Sonnenaufgangs bis an den Rand der Erde lasst uns Christus besingen, den Fürsten, geboren von Maria, der Jungfrau.                           | Christum wir sollen loben schon, der reinen Magd Marien Sohn, so weit die liebe Sonne leucht und an aller Welt Ende reicht.                           |
| Beatus auctor saeculi servile corpus induit, ut carne carnem liberans non perderet, quod condidit.  | Der selige Urheber der Welt zog einen Sklavenleib an, um, durch Fleisch das Fleisch befreiend, nicht zugrunde gehen zu lassen, was er schuf.                    | Der selig Schöpfer aller Ding zog an eins Knechtes Leib gering, dass er das Fleisch durch Fleisch erwürb und sein Geschöpf nicht alls verdürb.        |
| Clausae parentis viscera caelestis intrat gratia, venter puellae baiulat secreta quae non noverat.  | In einen verschlossenen Mutterschoß tritt himmlische Gnade ein. Der Leib des Mädchens trägt Geheimnisse, die er zuvor nicht kannte.                             | Die göttliche Gnad vom Himmel groß sich in die keusche Mutter goss, ein Maidlin trug ein heimlich Pfand, das der Natur war unbekannt.                 |
| Domus pudici pectoris templum repente fit Dei, intacta nesciens virum verbo creavit filium.         | Das Haus der schamhaften Brust wird plötzlich zum Tempel Gottes. Die Unberührte, die keinen Mann erkannte, brachte durch das Wort den Sohn hervor.              | Das züchtig Haus des Herzens zart gar bald ein Tempel Gottes ward. Die kein Mann rühret noch erkannt, von Gotts Wort sie man schwanger fand.          |
| Enixa est puerpera quem Gabriel praedixerat, quem matris alvo gestiens clausus Iohannes senserat.   | Geboren hat die Wöchnerin den, den Gabriel vorhergesagt hatte, den Johannes, eingeschlossen im Mutterleib, freudig erspürt hatte.                               | Die edle Mutter hat geborn, den Gabriel verhieß zuvorn, den Sankt Johanns mit Springen zeigt, da er noch lag im Mutterleib.                           |
| Feno iacere pertulit, praesepe non abhorruit, parvoque lacte pastus est, per quem nec ales esurit.  | Er ertrug es, auf Heu zu liegen, er schreckte vor der Krippe nicht zurück. Mit etwas Milch wurde der genährt, durch den kein Vogel hungert.                     | Er lag im Heu mit Armut groß, die Krippen hart ihn nicht verdross, es ward ein kleine Milch sein Speis, der nie kein Vöglein hungern ließ.            |
| Gaudet chorus caelestium, et angeli canunt Deum palamque fit pastoribus pastor creator omnium.      | Es freut sich der Chor der Himmlischen und die Engel singen Gott. Den Hirten wird offenbar der Hirt, der Schöpfer von allem.                                    | Des Himmels Chör sich freuen drob und die Engel singen Gott Lob; den armen Hirten wird vermeldt der Hirt und Schöpfer aller Welt.                     |
| Hostis Herodes impie, Christum venire quid times? Non eripit mortalia, qui regna dat caelestia.     | Herodes, treuloser Feind, warum fürchtest du das Kommen Christi? Es raubt die todverfallenen Güter nicht, der das Himmelreich schenkt.                          | Was fürchtst du, Feind Herodes, sehr, dass uns geborn kommt Christ, der Herr? Er sucht kein sterblich Königreich, der zu uns bringt sein Himmelreich. |
| Ibant magi, qua venerant stellam sequentes praeviam, lumen requirunt lumine, Deum fatentur munere.  | Die Weisen gingen, wie sie gekommen waren, dem Stern, der ihnen vorausging, folgend. Durch ein Licht streben sie zum Licht, bekennen Gott mit ihrem Geschenk.   | Dem Stern die Weisen folgen nach, solch Licht zum rechten Licht sie bracht. Sie zeigen mit den Gaben drei, dies Kind Gott, Mensch und König sei.      |
| Katerva matrum personat conlisa deflens pignora, quorum tyrannus milia Christo sacravit victimam.   | Die Menge der Mütter klagt laut, beweint die erschlagenen Kinder, von denen der Tyrann Tausende Christus zum Opfer brachte.                                     | |
| Lavacra puri gurgitis caelestis agnus attigit, peccata quae non detulit nos abluendo sustulit.      | Die Taufbäder des reinen Quells berührte das himmlische Lamm. Diejenigen Sünden, die es nicht hinwegnahm, nahm es, indem es uns abwusch, auf sich.              | Die Tauf im Jordan an sich nahm das himmelische Gotteslamm, dadurch, der nie kein Sünde tat, von Sünden uns gewaschen hat.                            |
| Miraculis dedit fidem habere se Deum patrem, infirma sanans corpora et suscitans cadavera.          | Durch Wundertaten beglaubigte er, dass er Gott zum Vater hat, indem er kranke Körper heilte und Leichen auferweckte.                                            | |
| Novum genus potentiae: aquae rubescunt hydriae vinumque iussa fundere mutavit unda originem.        | Eine neue Art der Macht! Die Wasser werden rot im Krug, und auf den Befehl, Wein auszugießen, hat das Wasser seine Natur verwandelt.                            | Ein Wunderwerk da neu geschah: Sechs steinern Krüge man da sah voll Wassers, das verlor sein Art, roter Wein durch sein Wort draus ward.              |
| Orat salutem servulo flexus genu centurio, credentis ardor plurimus extinxit ignes febrium.         | Heilung für seinen Diener erbittet mit gebeugtem Knie der Hauptmann. Die größere Glut des Glaubenden löschte die Feuer des Fiebers.                             | |
| Petrus per undas ambulat Christi levatus dextera: natura quam negaverat fides paravit semitam.      | Petrus geht durch die Wellen, gehoben von der rechten Hand Christi. Den Weg, den die Natur verwehrt hatte, bereitete der Glaube.                                | |
| Quarta die iam fetidus vitam recepit Lazarus mortisque liber vinculis factus superstes est sibi.    | Am vierten Tag, schon stinkend, erhielt Lazarus das Leben zurück und, frei von den Banden des Todes, wurde er zum Überlebenden seiner selbst.                   | |
| Rivos cruoris torridi contacta vestis obstruit, fletu rigante supplicis arent fluenta sanguinis.    | Bäche von heißem Blut bringt das berührte Gewand zum Stehen. Durch das bewässernde Weinen der Bittenden trocknen die Fluten des Blutes aus.                     | |
| Solutus omni corpore iussus repente surgere, suis vicissim gressibus aeger vehebat lectulum.        | Gelöst von der ganzen Last seines Leibes, auf den Befehl hin, sofort aufzustehen, trug wieder mit eigenen Schritten der Kranke sein Bett.                       | |
| Tunc ille Iudas carnifex ausus magistrum tradere, pacem ferebat osculo, quam non habebat pectore.   | Da wagte dieser Schurke Judas den Meister zu verraten, bot mit einem Kuss den Frieden, den er nicht im Herzen trug.                                             | |
| Verax datur fallacibus, pium flagellat impius, crucique fixus innocens coniunctus est latronibus.   | Der Wahrhaftige wird den Täuschern übergeben, den Treuen geißelt der Treulose, und der Unschuldige, ans Kreuz geschlagen, ist den Räubern zugesellt.            | |
| Xeromyrram post sabbatum quaedam vehebant compares, quas adlocutus angelus vivum sepulcro non tegi. | Duftsalbe brachten nach dem Sabbat einige Gefährtinnen herbei. Ihnen sagte der Engel, der Lebende werde nicht vom Grab bedeckt.                                 | |
| Ymnis, venite, dulcibus omnes canamus subditum Christi triumpho tartarum, qui nos redemit venditus. | Kommt, lasst uns mit wohlklingenden Hymnen alle singen: Unterworfen ist die Hölle durch den Triumph Christi, der als Verkaufter uns losgekauft hat.             | |
| Zelum draconis invidi et os leonis pessimi calcavit unicus Dei seseque caelis reddidit.             | Die Eifersucht des neidischen Drachens und den Rachen des furchtbaren Löwen hat der Einziggeborene Gottes zertreten und ist selbst in die Himmel zurückgekehrt. | |